# Гранд (округ, Юта)
Округ Гранд (англ. Grand County) располагается в США, штате Юта. По состоянию на 2010 год, численность населения составляла 9 225 человек. Был основан в 1890 году, получил своё наименование в честь участка реки Колорадо, который с 1836 по 1921 годы носил название Гранд.

## География
По данным Бюро переписи США, общая площадь округа равняется 9542 км², из которых 9510 км² суша и 31 км² или 0,3 % это водоёмы.

## Население
По данным переписи населения 2000 года в округе проживает 8485 жителей в составе 3434 домашних хозяйств и 2170 семей. Плотность населения составляет 1,00 человек на км2. На территории округа насчитывается 4062 жилых строений, при плотности застройки менее 1,00-го строений на км2. Расовый состав населения: белые — 92,65 %, афроамериканцы — 0,25 %, коренные американцы (индейцы) — 3,85 %, азиаты — 0,22 %, гавайцы — 0,05 %, представители других рас — 1,66 %, представители двух или более рас — 1,32 %. Испаноязычные составляли 5,55 % населения независимо от расы.
В составе 29,80 % из общего числа домашних хозяйств проживают дети в возрасте до 18 лет, 48,60 % домашних хозяйств представляют собой супружеские пары проживающие вместе, 10,70 % домашних хозяйств представляют собой одиноких женщин без супруга, 36,80 % домашних хозяйств не имеют отношения к семьям, 29,50 % домашних хозяйств состоят из одного человека, 9,50 % домашних хозяйств состоят из престарелых (65 лет и старше), проживающих в одиночестве. Средний размер домашнего хозяйства составляет 2,44 человека, и средний размер семьи 3,06 человека.
Возрастной состав округа: 26,90 % моложе 18 лет, 8,20 % от 18 до 24, 27,90 % от 25 до 44, 24,50 % от 45 до 64 и 24,50 % от 65 и старше. Средний возраст жителя округа 37 лет. На каждые 100 женщин приходится 96,30 мужчин. На каждые 100 женщин старше 18 лет приходится 95,10 мужчин.
Средний доход на домохозяйство в округе составлял 32 387 USD, на семью — 39 095 USD. Среднестатистический заработок мужчины был 31 000 USD против 21 769 USD для женщины. Доход на душу населения составлял 17 356 USD. Около 10,90 % семей и 14,80 % общего населения находились ниже черты бедности, в том числе — 21,20 % молодежи (тех, кому ещё не исполнилось 18 лет) и 8,40 % тех, кому было уже больше 65 лет.